# 湘潭东站
湘潭东站位于湖南省湘潭市岳塘区板塘大道，是沪昆铁路上的火车站。车站由广州局集团株洲北车站管辖:197，目前办理整车货运业务。

## 历史
湘潭东站原名板塘铺站，作为湘黔铁路的中间站建于1938年底，由于湘江铁路大桥未建成，加上原湘黔铁路湘江西段在战争中被毁迟迟未修复等因素，已建成的湘黔线湘江东段暂时更名湘潭支线，板塘铺为终点站。当时车站有到发线2条，货物线1条。
随着湘黔铁路的修复，车站亦进行过数次小规模扩建，但仍未能满足运量增长的需要。1958年铁道部进行株洲铁路枢纽的勘测设计时将板塘铺定为株洲北站的辅助编组站，并计划在既有站场东侧兴建调车场一座。1967年，板塘铺更名为湘潭东站。
1970年湘潭东站扩建工程正式开工，1978年大致完成。新建调车场有到发线5条、编组线8条、牵出线2条、简易驼峰一座。但由于购地拆迁等问题进度缓慢，所有的工程、包括老站的改建、货场的改建扩建和专用线改移等工程至1984年才全部完工。
1997年湘黔复线通车，新修湘潭东站至新电厂铁路专线7.3公里，同时废止至老电厂专线，车站也被扩建为一级三场的货运站。2004年车站停办客运，同年12月建制并入株洲北站:1444；2008年车站扩建货场，增设1365米装卸专线3条:364。
长株潭城际铁路湘潭特大桥上跨湘潭东客场。2015年7月桥梁梁体实现转体并合龙，成功上跨客场。

## 车站结构

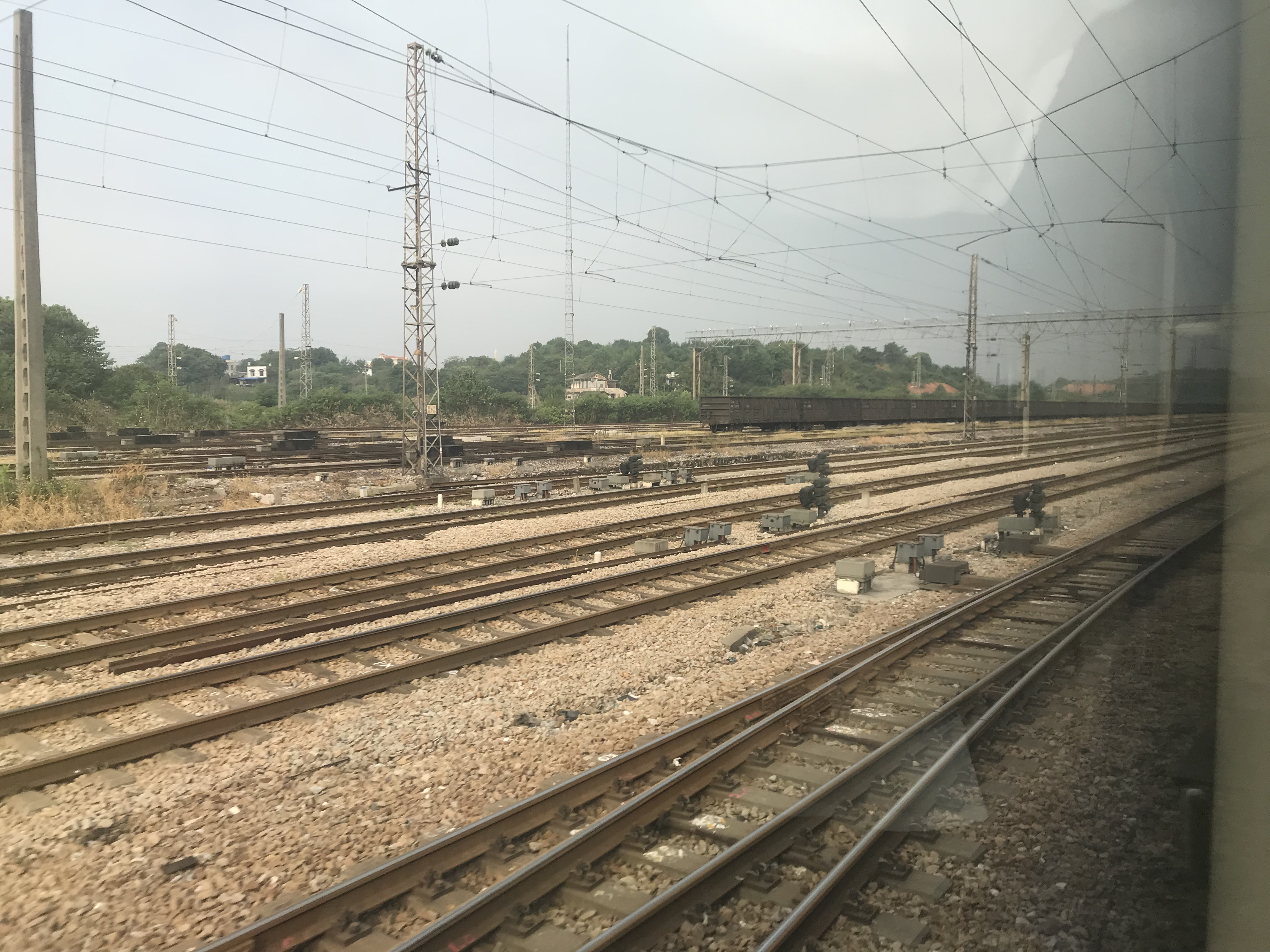
编组站

湘潭客场设有5条股道，包括沪昆铁路上下行、湘钢铁路专用线线路，并由长株潭城际铁路上跨。站房面积1117平方米，长427米的旅客站台一座。客场东侧为编组站，担负沪昆铁路株洲北至娄底段部分货车编解摘挂任务，设有调转线15股及非机械化驼峰1座，调配机车4台:364。
车站货场面积约43705平方米，内设有5条货物装卸线、仓库1742平方米，主要办理钢铁、金属矿石、煤炭、矿建、焦炭等货品的到发。站内共设有12条专用线，通往中石油湘潭油库、湘潭中油销售、志高皮革化工、湖南德茂宥和能源、板塘粮油仓库、湘电集团、大唐湘潭发电、湘钢瑞泰科技、华菱湘潭钢铁、新物产现代物流、东信棉业等单位。
湘钢专用线长13.5千米，并于厂区内设有17条股道的牌楼山工业站。2007年由于车站到发场接发能力紧张，湘钢和广铁开始于2008年1月开始合作开行“路企直通”列车，国铁列车可直接驶入湘钢工厂站；2008年湘钢又对其专用线进行电气化改造，以符合国铁正线Ⅱ级标准，于2010年完工。